# Outland (film)
Pour les articles homonymes, voir Outland.
Pour plus de détails, voir Fiche technique et Distribution.
Outland... Loin de la Terre (Outland) est un film de science-fiction américain écrit et réalisé par Peter Hyams et sorti en 1981. Il met en scène Sean Connery, Peter Boyle et Frances Sternhagen.
Dans un futur lointain sur une colonie minière d'une lune de Jupiter, Io, un marshal fédéral enquête sur une série d'incidents et met au jour un trafic de drogue. Mais il met sa vie en danger et doit lutter pour survivre.
Le film est tourné à la manière d'un western spatial et comporte des ressemblances thématiques avec Le train sifflera trois fois,.
Lors de sa sortie, Outland reçoit un accueil mitigé de la part des critiques professionnels et ne rencontre pas un véritable succès au box-office, mais obtient une nomination à l'Oscar du meilleur mixage de son en 1982. Le film est également nommé à six reprises aux Saturn Awards la même année, remportant finalement le prix du meilleur second rôle féminin pour Frances Sternhagen.

## Synopsis
Dans le futur, la station minière Con-Am 27, située sur Io, une lune volcanique de Jupiter, abrite près de deux mille ouvriers travaillant dans une mine de titane. Les conditions de vie sur Io sont difficiles, la gravité est un sixième de celle de la Terre, l'atmosphère n'est pas respirable et extrêmement ténue, les combinaisons spatiales sont encombrantes et les mineurs sont dépendants de leur propre alimentation en air. De plus, ils vivent à l'intérieur, cloîtrés dans un endroit où on respire de l'oxygène artificiel.
Des accidents se produisent : un ouvrier, atteint de delirium tremens en plein chantier, se tue par décompression en coupant un des tuyaux de sa combinaison spatiale ;un second meurt également de la décompression après avoir emprunté un ascenseur, sans sa combinaison, pour aller à l'extérieur.
William T. O'Niel, envoyé sur la station comme nouveau marshal (prévôt en VF), enquête sur ces deux morts brutales. Mais les incidents se multiplient, puisqu'un ouvrier, pris d'un accès de folie, prend en otage une prostituée avant d'être abattu par un adjoint de O'Niel.
Troublé par cette série de morts violentes, le marshal entreprend une enquête, aidé du médecin de la base, Marian Lazarus. Il découvre que les victimes utilisaient une amphétamine synthétisée, retrouvée dans leur sang. Cette drogue augmente leur productivité mais finit par les rendre fous.
En parallèle, la femme d'O'Niel, Carol, estime qu'elle ne peut pas éduquer leur fils, Paul, dans de telles conditions et décide de retourner avec Paul sur la station spatiale en orbite autour de Jupiter.
O'Niel ne tarde pas à découvrir que la filière est orchestrée par Mark Sheppard, l'administrateur de Con-Am 27. Les deux dealers locaux, Nicholas Spota et Russell Yario (dont le contrat de travail sur la station a été ratifié par Sheppard), sont alors pris en filature par O'Niel. Arrêté au terme d'une longue poursuite, Spota est emprisonné et refuse de parler. Une nuit, O'Niel le retrouve assassiné dans sa cellule, et trouve son collègue Montone pendu dans un placard. O'Niel se fait étrangler par Yario alors qu'il vient d'intercepter la marchandise stockée dans un stock de viande. Feignant d'être mort, O'Niel neutralise et tue son adversaire. Refusant toute compromission avec Sheppard, il apprend que ce dernier, dont il a mis le système de télécommunication sur écoute, a engagé deux assassins, qui doivent arriver dans la prochaine navette, pour le tuer. Par intérêt ou par lâcheté, les collègues du policier et le personnel de Con-Am ne souhaitent pas assister O'Niel, à l'exception de Lazarus, qui sera la seule à l'aider.
Lorsque les deux tueurs débarquent, le marshal piste et neutralise les criminels depuis l'extérieur de la station mais va être confronté à l'homme de l'intérieur de Sheppard, qui s'avère être Ballard, un autre marshal subalterne, qui retrouve sa trace. Au cours d'une lutte à mort sur les panneaux solaires de la station  O'Niel parvient à retirer le tuyau d'oxygène de la combinaison de Ballard, qui meurt instantanément, puis il retourne dans la station, où il retrouve l'administrateur au bar et se contente de lui asséner un coup de poing, sachant que les collaborateurs de ce dernier l'ont menacé de l'exécuter si les assassins échouaient dans leur mission.
Après cette aventure, O'Niel décide de rejoindre sa femme et son fils sur un vol qui les ramènera sur la planète Terre.

## Fiche technique
- Titre original : Outland
- Titre français : Outland... Loin de la Terre
- Réalisation et scénario : Peter Hyams
- Musique : Jerry Goldsmith
- Photographie : Stephen Goldblatt
- Montage : Stuart Baird
- Distribution des rôles : Mary Selway
- Décors : Philip Harrison
- Direction artistique : Malcolm Middleton
- Costumes : John Mollo
- Effets spéciaux : John Stears
- Production : Richard A. Roth
- Production associée : Charles Orme
- Production exécutive : Stanley O'Toole (en)
- Sociétés de production : The Ladd Company et Outland Productions
- Distribution : Warner Bros.[n 1] (États-Unis), Warner-Columbia Films (France)
- Budget : 16 millions de dollars
- Pays de production :  États-Unis
- Langue originale : anglais
- Genre : space western, science-fiction
- Durée : 112 minutes
- Format d'image : 35 mm et 70 mm (blow-up) / 2.35:1 et 2.20:1 (70 mm) / Couleur (Technicolor) / Tourné en Panavision
- Son : Dolby[n 2] – 70 mm 6-Track[n 3] (MegaSound enconding)
- Dates de sortie :
  - États-Unis : 22 mai 1981
  - Australie : 6 août 1981
  - France : 2 septembre 1981
- Classification :
  - France : tous publics (visa d'exploitation no 54361 délivré le 1er septembre 1981)[4]

## Distribution
- Sean Connery (VF : Jean-Claude Michel) : le Marshal (Prévôt en VF) William T. O'Niel
- Peter Boyle (VF : Roger Carel) : Mark Sheppard
- Frances Sternhagen (VF : Paule Emanuele) : Dr Marian Lazarus
- James B. Sikking (VF : Serge Lhorca) : le sergent Montone
- Kika Markham (VF : Maïk Darah) : Carol O'Niel
- Nicholas Barnes : Paul O'Niel
- Clarke Peters (VF : Med Hondo) : sergent Ballard
- Steven Berkoff (VF : Marc De Georgi) : Sagan
- Hal Galili (VF : Henry Djanik) : Nelson
- Pat Starr (VF : Evelyn Selena) : Flo Spector
- Marc Boyle : Nicholas Spota
- Richard Hammat : Russell Yario
- Anni Domingo : Morton
- John Ratzenberger (VF : Richard Darbois) : Tarlow
- Stuart Milligan (VF : Georges Poujouly) : Walters
- Angus MacInnes (VF : Pierre Hatet) : Hughes
- P. H. Moriarty : le tueur à gages 1
- Doug Robinson : le tueur à gages 2
- Bill Bailey (VF : Pascal Renwick) : Hill
- Eugene Lipinski : Cane
- Norman Chancer (VF : Jacques Ferrière) : Slater
- Ron Travis : Fanning
- Angelique Rockas : personnel de maintenance[5]
- Sharon Duce (en) : la prostituée attaquée par Sagan

## Production

### Développement
Outland est nettement inspiré du film Le train sifflera trois fois (High Noon, 1952) de Fred Zinnemann, avec Gary Cooper. Dans celui-ci, un shérif voit son exécution programmée par quatre malfrats et ne peut compter sur aucun des habitants de la ville : par lâcheté ou par intérêt, ceux-ci restent passifs,.

### Attribution des rôles
Sean Connery est choisi pour incarner le protagoniste de l'histoire, le Marshal William T. O'Niel. Travaillant sur le scénario, l'acteur écossais apporte quelques idées sur le caractère du personnage : 

« Peter est venu chez moi, en Espagne, pour nous permettre de retravailler le script et notamment d’ajouter plus de doute et d’émotion dans les dialogues du personnage principal qui semblait trop sûr de lui. J’ai fait remarquer à Peter que s’il était aussi dur, perspicace et dissimulateur, il dirigerait la station spatiale au lieu d’être un simple policier ! Nous avons donc ajouté de l’humour, afin de mieux révéler les sentiments et l’état d’esprit des gens. »

— Sean Connery.
La star devait jouer dans Les Chariots de feu un caméo important, mais a dû renoncer en raison du tournage d'Outland, qui se déroulait au même moment.
Le rôle du docteur Lazarus avait d'abord été offert à Colleen Dewhurst.

### Tournage
Le tournage de Outland s'est déroulé aux Pinewood Studios, situés dans le comté de Buckinghamshire, près de Londres, pour un budget estimé à 16 millions de dollars. C'est Sean Connery qui suggéra au réalisateur Peter Hyams de le tourner en Angleterre plutôt qu'à Hollywood « en partie parce que les moyens techniques y étaient supérieurs ».
Mais le tournage ne s'est pas fait sans difficultés : les nouvelles lois fiscales ne permettent pas à Connery de travailler plus de quatre-vingt-dix jours sur le sol britannique, au risque d’être taxé. Or, ses visites effectuées dans des écoles écossaises devant les caméras de la BBC ont considérablement entamé son capital et ses scènes devront être tournées en dix-neuf jours, ce qui l'oblige à quitter l'Angleterre chaque week-end et qu'aucun retard n'est envisageable.
Outland est le premier à utiliser le procédé IntroVision,, technique d'effets spéciaux permettant d'agir sur une image fixe et manipuler la perspective. L'IntroVision permet également d'intégrer des décors et une maquette grandeur nature en gommant totalement la séparation entre les deux. Les acteurs sont ensuite incrustés dans le décor.

## Accueil

### Critique
Lors de sa sortie initiale en salles, Outland a récolté des critiques mitigées : Gary Arnold du Washington Post écrit que le réalisateur Peter Hyams a adapté l'intrigue du Train sifflera trois fois dans un environnement de science-fiction intrigant, mais que l'histoire semble banale. Mais Michael Blowen, du Boston Globe et Desmond Ryan du The Philadelphia Inquirer ont émis un commentaire plus favorable, Blowen notant qu'Hyams développe un thème anticapitaliste corollaire, Ryan, quant à lui, trouve qu'il s'agit d'un brillant western de science-fiction et que le réalisateur a fait un film plus effrayant qu'Alien, le huitième passager.
De nos jours, le film a obtenu sur le site Rotten Tomatoes un pourcentage de 58%, sur la base de 24 commentaires et une note moyenne de 5,8⁄10. Le public semble plus favorable à Outland puisqu'il obtient une note moyenne de 6,6⁄10 sur le site Internet Movie Database, sur la base de 22 000 votants.

### Box-office
Lors de son premier week-end en salles aux États-Unis, Outland démarre à la troisième place du box-office américain avec 3 059 638 $, mais ne rencontre pas de succès commercial important, puisqu'il totalise 17,3 millions de dollars de recettes en fin d'exploitation sur le territoire américain,, ce qui est décevant vu son budget.
En France, le long métrage, bien que n'ayant pas obtenu un énorme succès, a rencontré un certain public : le film totalise 46 771 entrées en première semaine à Paris, finissant avec 171 622 entrées en première exploitation, puis 177 714 entrées toutes exploitations sur le territoire parisien. Sur l'ensemble du territoire français, Outland totalise 564 626 entrées,, permettant de se classer dans le top 100 des meilleurs résultats au box-office de l'année 1981.

## Distinctions

### Récompenses
- Saturn Awards 1982 : meilleure actrice dans un second rôle pour Frances Sternhagen

### Nominations
- 1982 : meilleur mixage de son
- Saturn Awards 1982 : meilleur film de science-fiction, meilleur acteur pour Sean Connery, meilleure musique pour Jerry Goldsmith

## Analyse
Western spatial, Outland est la figuration des interactions humaines dans le cadre d'une exploitation des ressources spatiales qui se trouveraient principalement pilotées par des entreprises privées, qui, elles, se soucieraient davantage de rentabilité que de bien-être de leurs salariés... On est loin d'une Responsabilité sociétale des entreprises (RSE) appliquée à l'industrie dans l'espace.